# Чёрное (озеро, Девятинское сельское поселение, северное)
Чёрное — пресноводное озеро на территории Девятинского сельского поселения Вытегорского района Вологодской области.

## Общие сведения
Площадь озера — 0,4 км². Располагается на высоте 185,4 метров над уровнем моря.
Форма озера треугольная, продолговатая: оно почти на один километр вытянуто с севера на юг. Берега каменисто-песчаные, местами заболоченные.
С северо-западной стороны озера вытекает безымянный водоток, впадающий с правого берега в реку Андому, впадающую, в свою очередь, в Онежское озеро.
Острова на озере отсутствуют.
Населённые пункты и автодороги вблизи водоёма отсутствуют. В двух километрах к северу расположено урочище Погост Никольский на месте опустевшей деревни.
Код объекта в государственном водном реестре — 01040100611102000019760.